# Gemeinde Žužemberk
Die Občina Žužemberk (dt. Seisenberg) ist eine Gemeinde (Občina) in der Region Dolenjska (Unterkrain) in Slowenien. Sie ist benannt nach ihrem Hauptort Žužemberk.
Die Gemeinde gehörte bis 1998 zur Gemeinde Novo mesto.

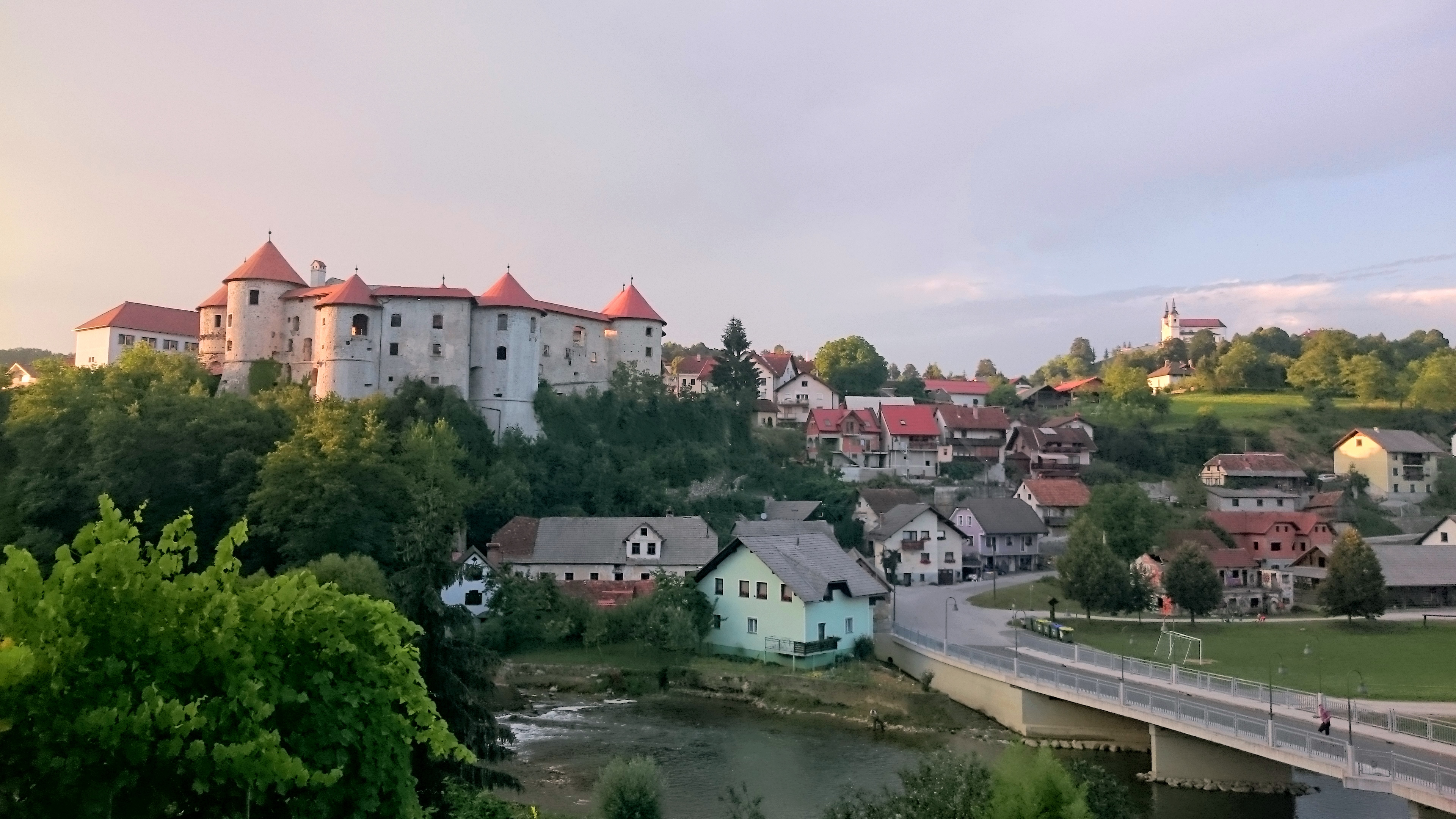
Schloss Žužemberk (Seisenberg)

## Lage und Einwohner
Der etwa 1000 Einwohner zählende Hauptort liegt im südlichen Teil Krains am linken Ufer der Krka (Gurk) und wird von einer mittelalterlichen Burg überragt. Žužemberk ist Sitz der gleichnamigen Gemeinde mit 4741 Einwohnern, die sich auf mehr als drei Dutzend kleiner Dörfer, Siedlungen und Weiler verteilen.

## Ortschaften und Siedlungen der Gemeinde
| - Boršt pri Dvoru, (dt. Forst in der Unterkrain) - Brezova Reber pri Dvoru, (dt. Birkenleiten) - Budganja vas, (dt. Wudigansdorf) - Dešeča vas, (dt. Deschetschendorf) - Dolnji Ajdovec, (dt. Unterhaydenschaft) - Dolnji Kot, (dt. Unterwinkel in der Unterkrain) - Dolnji Križ, (dt. Unterkreuz in der Unterkrain) - Drašča vas, (dt. Kaltenfeld, auch Dratschdorf) - Dvor, (dt. Hof in der Unterkrain, auch Brunnhof) - Gornji Ajdovec, (dt. Oberhaydenschaft) - Gornji Kot, (dt. Oberwinkel in der Unterkrain) - Gornji Križ, (dt. Oberkreuz in der Unterkrain) - Gradenc, (dt. Siberau) - Hinje, (dt. Hinnach) - Hrib pri Hinjah, (dt. Tabor in der Unterkrain) - Jama pri Dvoru, (dt. Gruben) - Klečet, (dt. Kletschet) | - Klopce, (dt. Klobze in der Unterkrain) - Lašče, (dt. Laschitz in der Unterkrain) - Lazina, (dt. Ainodt ) - Lopata, (dt. Schaufeln) - Mačkovec pri Dvoru, (dt. Katzendorf bei Hof) - Mali Lipovec, (dt. Kleinlindenheim, auch Kleinlippowitz) - Malo Lipje, (dt. Kleinlipplach) - Pleš, (dt. Plösch) - Plešivica, (dt. Pleschiwitz) - Podgozd, (dt. Unterwald bei Seisenberg) - Podlipa, (dt. Audorf) - Poljane pri Žužemberku, (dt. Pölland) - Prapreče, (dt. Prapretsche) - Prevole, (dt. Preewald, auch Prewole bei Seisenberg) - Ratje, (dt. Rathje) - Reber, (dt. Leiten) - Sadinja vas pri Dvoru, (dt. Schöpfendorf in der Unterkrain) | - Sela pri Ajdovcu, (dt. Sankt Nikolai bei Seisenberg) - Sela pri Hinjah, (dt. Raßweindorf) - Srednji Lipovec, (dt. Mitterlindenheim, auch Mitterlippowitz) - Stavča vas, (dt. Deutschdorf bei Seisenberg, älter auch Teutschdorff) - Šmihel pri Žužemberku, (dt. Sankt Michael in der Unterkrain) - Trebča vas, (dt. Triebsdorf in der Unterkrain ) - Veliki Lipovec, (dt. Grosslindenheim, auch Großlippowitz) - Veliko Lipje, (dt. Großlipplach) - Vinkov Vrh, (dt. Adamsberg) - Visejec, (dt. Wissaitz) - Vrh pri Hinjah, (dt. Neuassenburg) - Vrh pri Križu, (dt. Amberg) - Vrhovo pri Žužemberku, (dt. Freihau, auch Verchau) - Zafara, (dt. Pfarrendorf) - Zalisec, (dt. Salleis) - Žužemberk, (dt. Seisenberg) - Žvirče, (dt. Schwörtz) |

### Nachbargemeinden
| Ivančna Gorica             | Trebnje                                     | Mirna Peč         |
| Ivančna Gorica, Dobrepolje | Kompassrose, die auf Nachbargemeinden zeigt | Mirna Peč, Straža |
| Dobrepolje                 | Kočevje, Dolenjske Toplice                  | Straža            |